# Condado de Rethel
O Condado de Rethel (em francês:  Comté de Rethel) foi um condado histórico do centro da França. A sua capital era a cidade de Rethel.

## Origens
Originalmente a cidade pertencia à Abadia de Saint-Remi, sendo administrada pelos seus advocatus.

## Condado e ducado
Um desses representantes, Manassès I, tornou-se o primeiro Conde de Rethel, nos finais do Século X, fundando uma dinastia local de condes, designada como Casa de Rethel.
Demonstrando uma importância crescente, em 1405 os condes tornando-se Pares de França e, já em 1581 o condado foi erigido em ducado.
Em 1659, o último Duque da Casa de Gonzaga-Nevers, Carlos de Gonzaga-Nevers, vendeu o ducado de Rethel ao Cardeal Mazarino, primeiro-ministro do rei Luís XIV que, então, foi redenominado como Ducado de Mazarin.
A última duquesa Mazarin, Luísa de Aumont (1759-1826), casou em 1771 com Honorato IV Grimaldi, Príncipe do Mónaco,
A revolução francesa veio a abolir o ducado em 1789.